# Fougeré (Vendée)
Fougeré is een gemeente in het Franse departement Vendée (regio Pays de la Loire) en telt 841 inwoners (1999). De plaats maakt deel uit van het arrondissement La Roche-sur-Yon.

## Geografie
De oppervlakte van Fougeré bedraagt 26,9 km², de bevolkingsdichtheid is 31,3 inwoners per km².
De onderstaande kaart toont de ligging van Fougeré (Vendée) met de belangrijkste infrastructuur en aangrenzende gemeenten.

## Verkeer
De gemeente heeft een spoorweghalte.

## Demografie
Onderstaande figuur toont het verloop van het inwonertal (bron: INSEE-tellingen).